# زمزم كولا

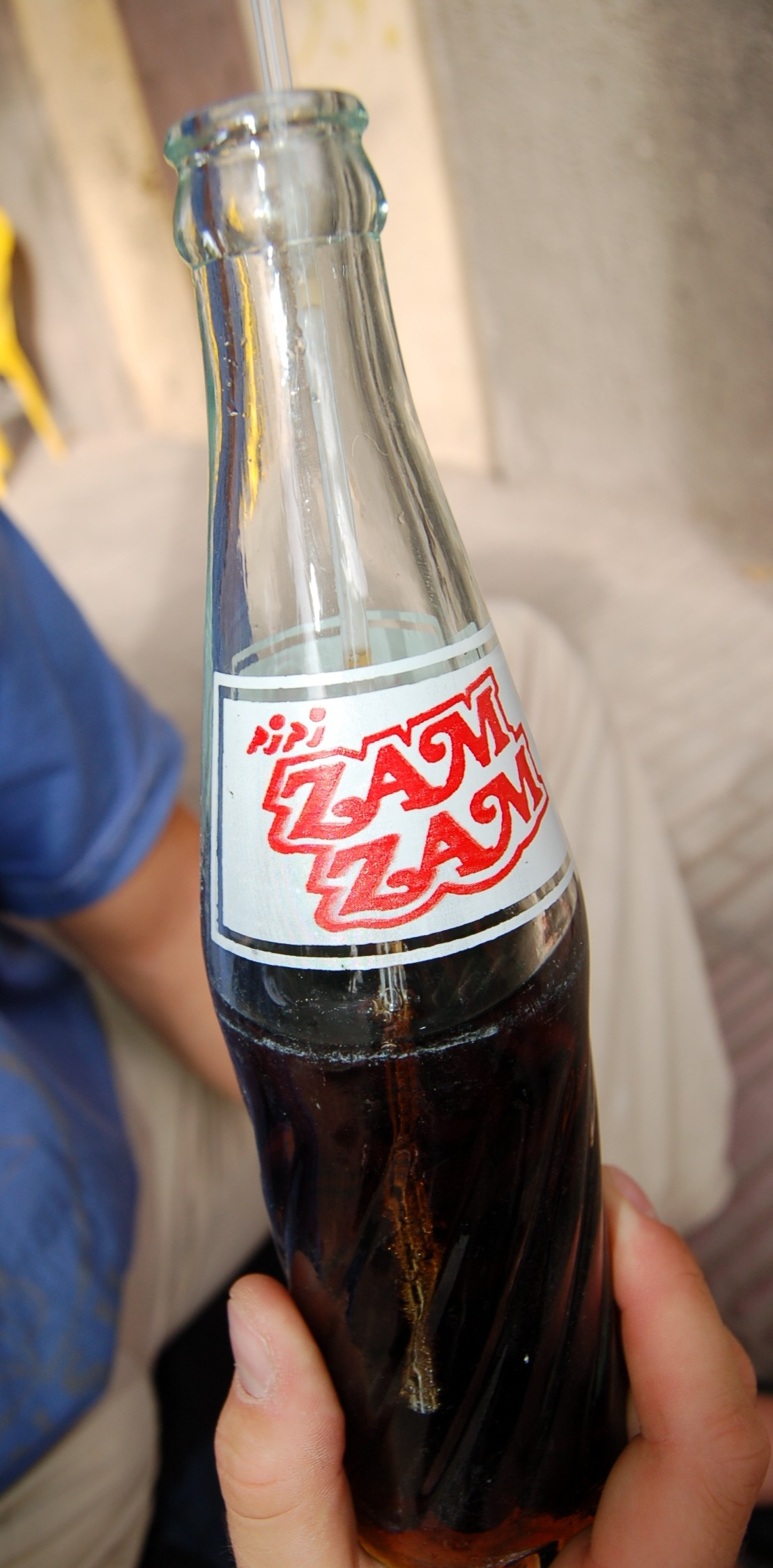
زم زم كولا

زم زم كولا هو مشروب غازي بطعم الكولا يصنع في إيران. ويدير الشركة المنتجة له أحمد حدًا د مُغدًا م، اسم الشركة مستوحى من بئر زمزم المقدس لدى المسلمين.
تشمل شركات مجمـّع زمزم 16 شركة لإنتاج المشروبات والتي تقع زمزم إيران في قمـة جميعها وأقدم شركة في هذا المجمـّع هي شركة زمزم طهران والتي تأسست في العام 1975م.
المشروب له شعبية معقولة في أنحاء الشرق الأوسط وخاصة بين الأشخاص الذين يقدرون البدائل الجديدة للماركات الأمريكية ك بيبسي وكوكاكولا.

## تاريخه
كانت زمزم كولا في الأصل هي الشريك الإيراني لبيبسي كولا منذ عام 1954 إلى أن أصبح للمنتج شركة خاصة مسئولة عن إنتاجه في أعقاب الثورة الإسلامية عام 1979.
بعد المقاطعة السعودية لشركة كوكاكولا في عام 2002، أصبح زمزم كولا هو المشروب الغازي الغير رسمي للأسواق السعودية في موسم الحج ليحل بذلك محل الكوكاكولا.
قام مجمـّع زمزم إلى الآن بتصدير منتجاته إلى البلدان التالية : إنجلترا، هولندا، سويسرا، إيطاليا، ألمانيا، المملكة العربية السعودية، الإمارات العربية المتحدة، سلطنة عمان، قطر، البحرين، اليمن، الكويت، العراق، باكستان، أفغانستان، تركمنستان، ماليزيا، سريلانكا، أستراليا، إثيوبيا، المغرب كما تباع منتجات الشركة في العديد من بلدان آسيا.

## وصلات خارجية
- موقع شركة زمزم كولا.